# The Runners
The Runners são um grupo de produtor musical de hip hop formado em 2000 que consiste de Andrew "Dru Brett" Harr e Jermaine "Mayne Zayne" Jackson. O grupo já trabalhou para a Rihanna, Chris Brown, Pitbull, Ludacris, Nelly, Usher, Jay-Z, Kelly Rowland e Avril Lavigne.